# Moriyama (Shiga)
Moriyama (jap. 守山市, -shi) ist eine Stadt in der Präfektur Shiga in Japan.

## Geschichte
Während der Edo-Zeit war Moriyama eine Poststation (宿場町 Shukuba-machi) der Nakasendō.
Moriyama wurde am 1. April 1889 ein Mura im Yasu-gun (野洲郡) und am 1. Februar 1904 eine Chō. Am 10. Juli 1941 wurde Shinobe (物部村, -mura) im Kurita-gun (栗太郡) und am 15. Januar 1955 Hayano (速野村, -mura), Kawanishi (河西村, -mura), Otsu (小津村, -mura) und Tamatsu (玉津村, -mura) im Yasu-gun und am 1. März 1957 Teile von Nakasu (中洲村, -mura) im selben Gun in Moriyama eingemeindet.

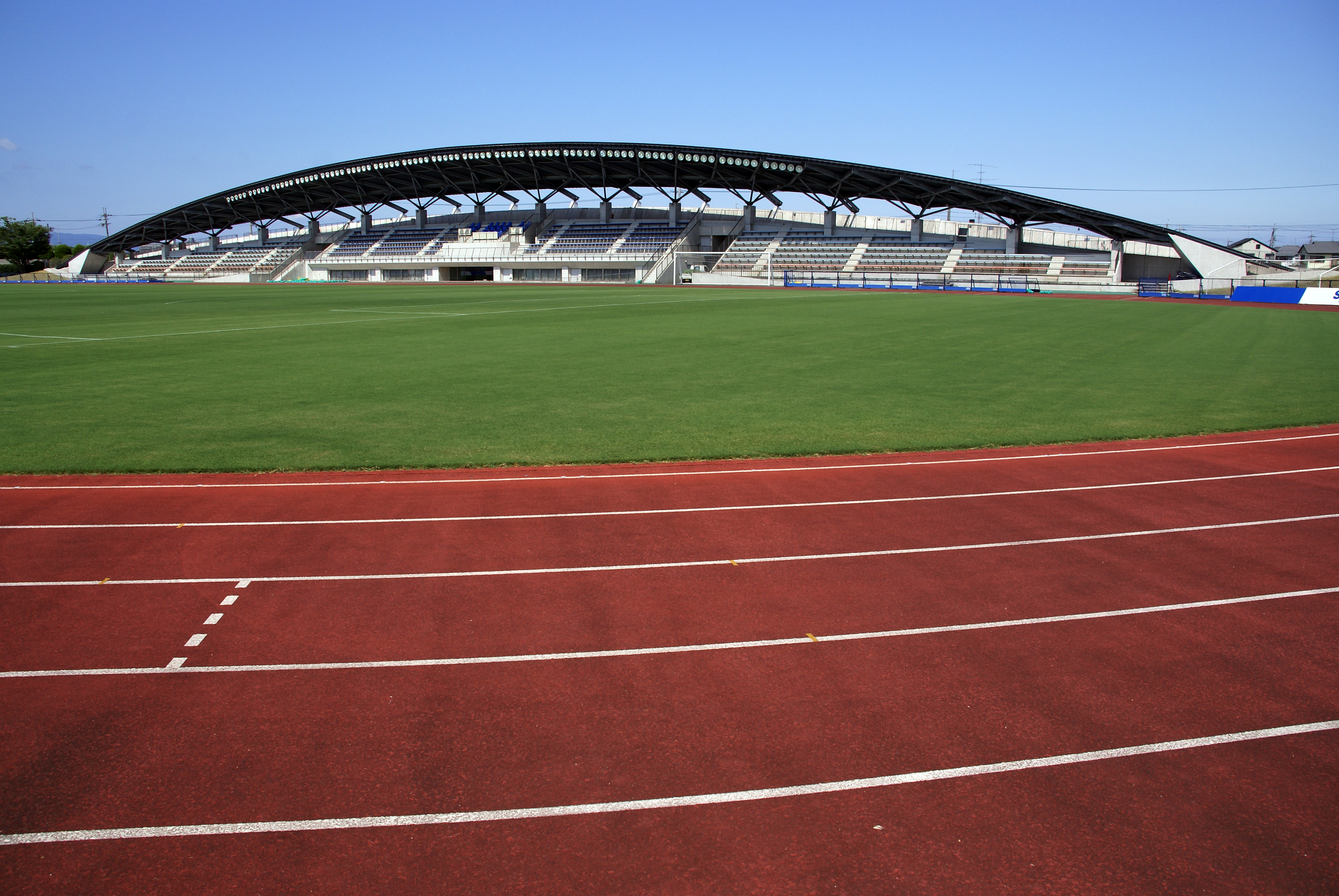
Moriyama-Leichtathletikstadion

Die Ernennung zur Shi erfolgte am 1. Juli 1970.

## Städtepartnerschaften
- Adrian (Michigan), USA

## Verkehr
- Straße:
  - Nationalstraße 477
- Zug:
  - JR Tōkaidō-Hauptlinie (Biwako-Linie), nach Tokio oder Kōbe

## Söhne und Töchter der Stadt
- Sōsuke Uno (1922–1998), 75. Premierminister von Japan
- Kazuya Murata (* 1988), Fußballspieler
- Shōgo Shimohata (* 1992), Fußballspieler

## Angrenzende Städte und Gemeinden

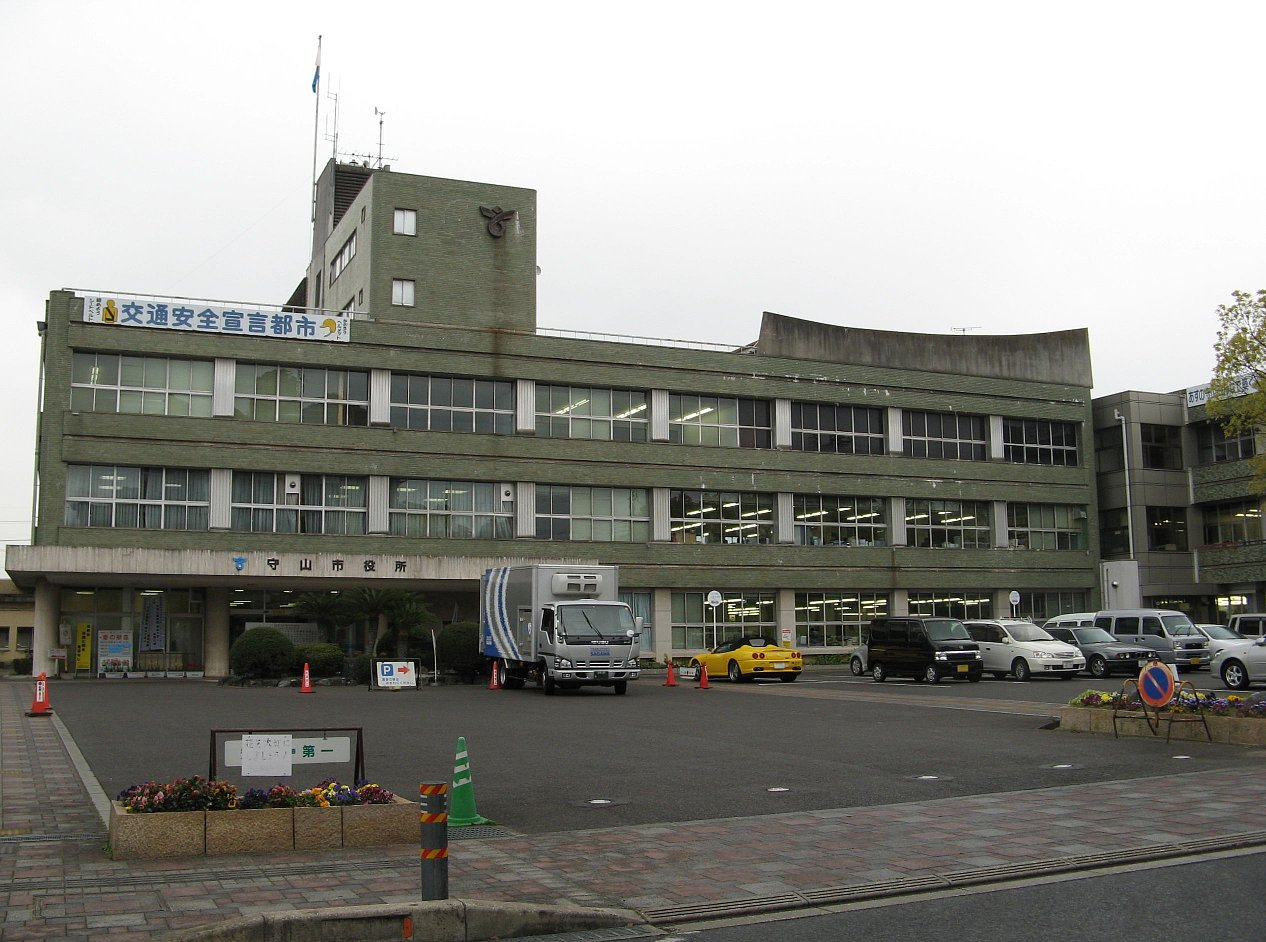
Rathaus

- Kusatsu
- Ritto
- Yasu